# Canthium merrillii
Canthium merrillii är en måreväxtart som först beskrevs av William Albert Setchell, och fick sitt nu gällande namn av Erling Christophersen. Canthium merrillii ingår i släktet Canthium och familjen måreväxter. Inga underarter finns listade i Catalogue of Life.